# Joseph Bernstein
Joseph Naumovich Bernstein (en hebreo: יוס (י) ף נאומוביץ ברנשטיין), (en ruso: Иосиф Наумович Бернштейн), nacido el 18 de abril de 1945), es un matemático israelí nacido en la Unión Soviética, que trabajó en la Universidad de Tel Aviv, estudió geometría algebraica, teoría de grupos y teoría de números.

## Biografía
Bernstein recibió su Ph.D.  en 1972 con Izrail Gelfand en la Universidad Estatal de Moscú.  En 1981, emigró a los Estados Unidos debido al creciente antisemitismo en la Unión Soviética. Bernstein fue profesor en la Universidad de Harvard durante 1983-1993.  Fue profesor invitado en el Instituto de Estudios Avanzados, de Princeton (Nueva Jersey), entre los años 1985 y 1986, y lo fue nuevamente entre 1997 y 1998. En 1993, se trasladó a Israel, para aceptar una cátedra en la Universidad de Tel Aviv (siendo profesor emérito desde 2014).

## Premios y honores
Bernstein recibió una medalla de oro en la Olimpiada Internacional de Matemática de 1962. Bernstein fue elegido miembro de la Academia Israelí de Ciencias y Humanidades en 2002, y fue elegido miembro de la Academia Nacional de Ciencias de los Estados Unidos en 2004. En 2004, Bernstein recibió el Premio Israel de matemáticas. En 1998 fue ponente invitado en el Congreso Internacional de Matemáticos celebrado en Berlín. En 2012 se convirtió en miembro de la Sociedad Matemática Estadounidense.